# غالاغا
غالاغا (بالإنجليزية: Galaga)‏ ، هي لعبة فيديو إلكترونية من نوع شوتم أب ، أنتجها شركة نامكو اليابانية سنة 1981م.